# Joueur de l'année MFA du championnat de Malte de football
 (mai 2023).
La mise en forme du texte ne suit pas les recommandations de Wikipédia : il faut le « wikifier ».
Les points d'amélioration suivants sont les cas les plus fréquents. Le détail des points à revoir est peut-être précisé sur la page de discussion.
- Les titres sont pré-formatés par le logiciel. Ils ne sont ni en capitales, ni en gras.
- Le texte ne doit pas être écrit en capitales (les noms de famille non plus), ni en gras, ni en italique, ni en « petit »…
- Le gras n'est utilisé que pour surligner le titre de l'article dans l'introduction, une seule fois.
- L'italique est rarement utilisé : mots en langue étrangère, titres d'œuvres, noms de bateaux, etc.
- Les citations ne sont pas en italique mais en corps de texte normal. Elles sont entourées par des guillemets français : « et ».
- Les listes à puces sont à éviter, des paragraphes rédigés étant largement préférés. Les tableaux sont à réserver à la présentation de données structurées (résultats, etc.).
- Les appels de note de bas de page (petits chiffres en exposant, introduits par l'outil «  Source ») sont à placer entre la fin de phrase et le point final[comme ça].
- Les liens internes (vers d'autres articles de Wikipédia) sont à choisir avec parcimonie. Créez des liens vers des articles approfondissant le sujet. Les termes génériques sans rapport avec le sujet sont à éviter, ainsi que les répétitions de liens vers un même terme.
- Les liens externes sont à placer uniquement dans une section « Liens externes », à la fin de l'article. Ces liens sont à choisir avec parcimonie suivant les règles définies. Si un lien sert de source à l'article, son insertion dans le texte est à faire par les notes de bas de page.
- La présentation des références doit suivre les conventions bibliographiques. Il est recommandé d'utiliser les modèles {{Ouvrage}}, {{Chapitre}}, {{Article}}, {{Lien web}} et/ou {{Bibliographie}}. Le mode d'édition visuel peut mettre en forme automatiquement les références.
- Insérer une infobox (cadre d'informations à droite) n'est pas obligatoire pour parachever la mise en page.

Pour une aide détaillée, merci de consulter Aide:Wikification.
Si vous pensez que ces points ont été résolus, vous pouvez retirer ce bandeau et améliorer la mise en forme d'un autre article.
Le prix du Joueur de l'année de la MFA  est un prix annuel décerné au joueur qui est jugé avoir été le meilleur maltais de l'année dans le Championnat de Malte de Football. Le prix est décerné depuis la saison 1954-1955 et le vainqueur est choisi par un vote parmi les membres du syndicat des joueurs, l'Association des footballeurs professionnels (MFA).
Le premier lauréat du prix est le joueur du Floriana, Lolly Debattista, et le détenteur actuel du prix est Luke Montebello d'Ħamrun Spartans.

## Gagnants

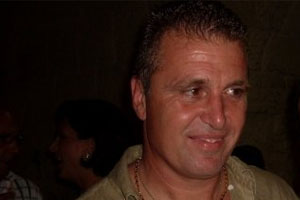
Nicky Saliba gagna le prix de meilleur joueur lors des saisons 1991–92 et 1998–99.

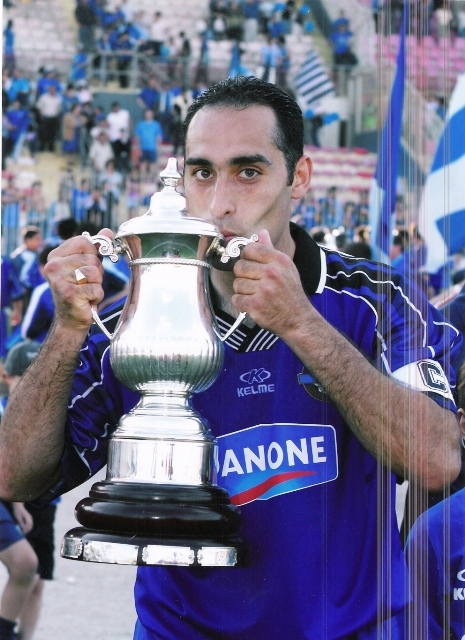
Noel Turner gagna le prix de meilleur joueur lors des saisons 1995–96 et 2002–03.

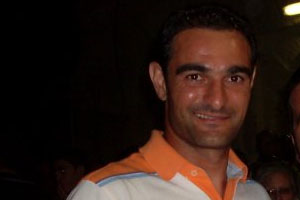
Gilbert Agius gagna le trophée de meilleur joueur trois fois (1996–97, 2000–01 et 2007–08).

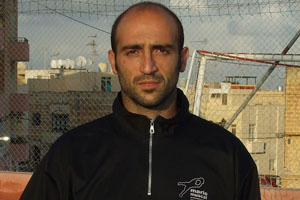
Mario Muscat gagna le prix en 1997–98.

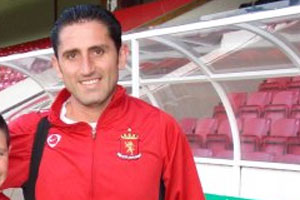
Stefan Giglio gagna le prix en 2003–04.

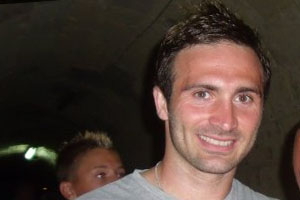
Kevin Sammut est le seul joueur de Marsaxlokk à avoir gagné le prix de meilleur joueur maltais de l'année pour la saison 2007–08.

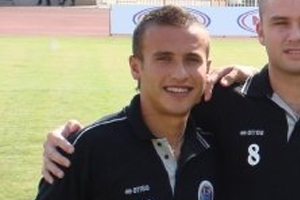
Andrew Cohen est le seul jouer à avoir remporté quatre fois le prix de meilleur joueur maltais (2004–05, 2005–06, 2014–15 et 2017–18).

| Année       | Joueur                  | Club                     | Référence |
| ----------- | ----------------------- | ------------------------ | --------- |
| 1954 - 1955 | Lolly Debattista        | Floriana FC              | ,         |
| 1955 - 1956 | Tony Nicholl            | Sliema Wanderers FC      | ,         |
| 1956 - 1957 | Guzi Bonnici            | Sliema Wanderers FC (2)  | [ 5 ]     |
| 1957 - 1958 | Joe Cilia               | Valletta FC              | ,         |
| 1958 - 1959 | Alfred James            | Floriana FC (2)          | [ 2 ]     |
| 1959 - 1960 | Louis Theobald          | Hibernians FC            | ,         |
| 1960 - 1961 | Joe Zammit              | Valletta FC (2)          | ,         |
| 1961 - 1962 | Lolly Borg              | Floriana FC (3)          | ,         |
| 1962 - 1963 | Edwin Schembri          | Valletta FC (4)          | ,         |
| 1963 - 1964 | Joe Cilia (2)           | Valletta FC (5)          | ,         |
| 1964 - 1965 | Édition annulée         | Édition annulée          |           |
| 1965 - 1966 | Ronnie Cocks            | Sliema Wanderers FC (3)  | ,         |
| 1966 - 1967 | Eddie Theobald          | Hibernians FC (2)        | ,         |
| 1967 - 1968 | Alfred Debono           | Floriana FC (3)          | ,         |
| 1968 - 1969 | John Privitera          | Hibernians FC (3)        | ,         |
| 1969 - 1970 | Joe Cini                | Sliema Wanderers FC (4)  | ,         |
| 1970 - 1971 | Eddie Theobald (2)      | Hibernians FC (4)        | ,         |
| 1971 - 1972 | Edward Darmanin         | Sliema Wanderers FC (5)  | [ 5 ]     |
| 1972 - 1973 | Alfred Debono (2)       | Valletta FC (6)          | ,         |
| 1973 - 1974 | Willie Vassallo         | Floriana FC (4)          | [ 2 ]     |
| 1974 - 1975 | Eddie Vella             | Valletta FC (7)          | ,         |
| 1975 - 1976 | John Holland            | Floriana FC (5)          | [ 2 ]     |
| 1976 - 1977 | Raymond Xuereb          | Floriana FC (6)          | [ 2 ]     |
| 1977 - 1978 | John Holland (2)        | Floriana FC (7)          | [ 2 ]     |
| 1978 - 1979 | Ġużi Xuereb             | Hibernians FC (4)        | ,         |
| 1979 - 1980 | Norman Buttigieg        | Hibernians FC (5)        | ,         |
| 1980 - 1981 | Emanuele Fabri          | Sliema Wanderers FC (6)  | [ 5 ]     |
| 1981 - 1982 | Ernest Gonzi            | Hibernians FC (6)        | ,         |
| 1982 - 1983 | Carmel Busuttil         | Rabat Ajax FC            | [ 22 ]    |
| 1983 - 1984 | Charles Muscat          | Żurrieq FC               | [ 23 ]    |
| 1984 - 1985 | Leonard Farrugia        | Valletta FC (8)          | ,         |
| 1985 - 1986 | Carmel Busuttil (2)     | Rabat Ajax FC (2)        | [ 22 ]    |
| 1986 - 1987 | Raymond Vella           | Ħamrun Spartans FC       | [ 24 ]    |
| 1987 - 1988 | John Buttigieg          | Sliema Wanderers FC (7)  | [ 5 ]     |
| 1988 - 1989 | Charles Scerri          | Hibernians FC (7)        | ,         |
| 1989 - 1990 | Michael Degorgio        | Ħamrun Spartans FC (2)   | [ 24 ]    |
| 1990 - 1991 | Raymond Vella (2)       | Ħamrun Spartans FC (3)   | [ 24 ]    |
| 1991 - 1992 | Nicky Saliba            | Valletta FC (9)          | ,         |
| 1992 - 1993 | Joe Brincat             | Ħamrun Spartans FC (4)   | ,         |
| 1993 - 1994 | Silvio Vella            | Rabat Ajax FC (3)        |           |
| 1994 - 1995 | Michael Woods           | Hibernians FC (8)        | ,         |
| 1995 - 1996 | Noel Turner             | Sliema Wanderers FC (8)  | ,         |
| 1996 - 1997 | Gilbert Agius           | Valletta FC (10)         | ,         |
| 1997 - 1998 | Mario Muscat            | Hibernians FC (9)        | ,         |
| 1998 - 1999 | Nicky Saliba (2)        | Valletta FC (9)          | ,         |
| 1999 - 2000 | Ernest Barry            | Sliema Wanderers FC (9)  | ,         |
| 2000 - 2001 | Gilbert Agius (2)       | Valletta FC (10)         | ,         |
| 2001 - 2002 | Adrian Mifsud           | Hibernians FC (11)       | ,         |
| 2002 - 2003 | Noel Turner (2)         | Sliema Wanderers FC (10) | ,         |
| 2003 - 2004 | Stefan Giglio           | Sliema Wanderers FC (11) | ,         |
| 2004 - 2005 | Andrew Cohen            | Hibernians FC (12)       | ,         |
| 2005 - 2006 | Andrew Cohen (2)        | Hibernians FC (13)       | ,         |
| 2006 - 2007 | Gilbert Agius (3)       | Valletta FC (11)         | ,         |
| 2007 - 2008 | Kevin Sammut            | Marsaxlokk FC            | ,         |
| 2008 - 2009 | Clayton Failla          | Hibernians FC (14)       | ,         |
| 2009 - 2010 | Shaun Bajada            | Birkirkara FC            | ,         |
| 2010 - 2011 | Roderick Briffa         | Valletta FC (12)         | ,         |
| 2011 - 2012 | Clayton Failla (2)      | Hibernians FC (15)       | ,         |
| 2012 - 2013 | Paul Fenech             | Birkirkara FC (2)        | ,         |
| 2013 - 2014 | Ryan Fenech             | Valletta FC (13)         | ,         |
| 2014 - 2015 | Andrew Cohen (3)        | Hibernians FC (16)       | ,         |
| 2015 - 2016 | Roderick Briffa (2)     | Valletta FC (14)         | ,         |
| 2016 - 2017 | Bjorn Kristensen        | Hibernians FC (17)       | ,         |
| 2017 - 2018 | Andrew Cohen (4)        | Gżira United FC          | ,         |
| 2018 - 2019 | Andrei Agius            | Hibernians FC (18)       | ,         |
| 2019 - 2020 | Steve Borg              | Valletta FC (15)         | ,         |
| 2020 - 2021 | Matthew Guillaumier     | Ħamrun Spartans FC (5)   | ,         |
| 2021 - 2022 | Jurgen Degabriele       | Hibernians FC (19)       | ,         |
| 2022 - 2023 | Matthew Guillaumier (2) | Ħamrun Spartans FC (6)   | ,         |
| 2023 - 2024 | Luke Montebello         | Ħamrun Spartans FC (7)   | ,         |

## Statistiques

### Palmarès par club
| Clubs               | Total | Années |
| ------------------- | ----- | --- |
| Hibernians FC       | 19    | 1959-60, 1966-67, 1968-69, 1970-71, 1978-79, 1979-80, 1981-82, 1988-89, 1994-95, 1997-98, 2001-02, 2004-05, 2005-06, 2008-09, 2011-12, 2014-15, 2016-17, 2018-19, 2021-22 |
| Valletta FC         | 15    | 1957-58, 1960-61,1962-63, 1963-64, 1972-73, 1974-75, 1984-85, 1991-92, 1996-97, 1998-99, 2000-01, 2007-08, 2013-14, 2015-16, 2019-20                                      |
| Sliema Wanderers FC | 11    | 1955-56, 1956-57, 1965-66, 1969-70, 1971-72, 1980-81, 1987-88, 1995-96, 1999-00, 2002-03, 2003-04                                                                         |
| Floriana FC         | 8     | 1954-55, 1958-59, 1961-62, 1967-68, 1973-74, 1975-76, 1976-77, 1977-78 |
| Ħamrun Spartans FC  | 7     | 1986-87, 1989-90, 1990-91, 1992-93, 2020-21, 2022-23, 2023-24 |
| Rabat Ajax FC       | 3     | 1982-83, 1985-86, 1993-94 |
| Birkirkara FC       | 2     | 2009-10, 2012-13 |
| Żurrieq FC          | 1     | 1983-84 |
| Marsaxlokk FC       | 1     | 2006-07 |
| Gżira United FC     | 1     | 2017-18 |

### Lauréats de plusieurs prix de meilleur joueur maltais
| Joueurs             | Total | Années                             |
| ------------------- | ----- | ---------------------------------- |
| Andrew Cohen        | 4     | 2004-05, 2005-06, 2014-15, 2017-18 |
| Gilbert Agius       | 3     | 1996-97, 2000-01, 2006-07          |
| Joe Cilia           | 2     | 1957-58, 1963-64                   |
| Eddie Theobald      | 2     | 1966-67, 1970-71                   |
| Alfred Debono       | 2     | 1967-68, 1972-73                   |
| John Holland        | 2     | 1975-76, 1977-78                   |
| Carmel Busuttil     | 2     | 1982-83, 1985-86                   |
| Raymond Vella       | 2     | 1986-87, 1990-91                   |
| Nicky Saliba        | 2     | 1991-92, 1998-99                   |
| Noel Turner         | 2     | 1995-96, 2002-03                   |
| Clayton Failla      | 2     | 2008-09, 2011-12                   |
| Roderick Briffa     | 2     | 2010-11, 2015-16                   |
| Matthew Guillaumier | 2     | 2020-21, 2022-23                   |